# Villaz
Villaz és un municipi francès situat al departament de l'Alta Savoia i a la regió d'Alvèrnia-Roine-Alps. L'any 2007 tenia 2.414 habitants.

## Demografia

### Població
El 2007 la població de fet de Villaz era de 2.414 persones. Hi havia 923 famílies de les quals 198 eren unipersonals (88 homes vivint sols i 110 dones vivint soles), 297 parelles sense fills, 362 parelles amb fills i 66 famílies monoparentals amb fills.
La població ha evolucionat segons el següent gràfic:
Habitants censats

### Habitatges
El 2007 hi havia 1.037 habitatges, 938 eren l'habitatge principal de la família, 24 eren segones residències i 74 estaven desocupats. 667 eren cases i 367 eren apartaments. Dels 938 habitatges principals, 707 estaven ocupats pels seus propietaris, 203 estaven llogats i ocupats pels llogaters i 28 estaven cedits a títol gratuït; 25 tenien una cambra, 90 en tenien dues, 157 en tenien tres, 170 en tenien quatre i 497 en tenien cinc o més. 868 habitatges disposaven pel capbaix d'una plaça de pàrquing. A 311 habitatges hi havia un automòbil i a 583 n'hi havia dos o més.

### Piràmide de població
La piràmide de població per edats i sexe el 2009 era:
| Homes | Edats   | Dones |
| ----- | ------- | ----- |
| 0     | 95 o +  | 4     |
| 0     | 90 a 94 | 12    |
| 0     | 85 a 89 | 16    |
| 8     | 80 a 84 | 8     |
| 24    | 75 a 79 | 24    |
| 28    | 70 a 74 | 24    |
| 28    | 65 a 69 | 44    |
| 56    | 60 a 64 | 40    |
| 48    | 55 a 59 | 44    |
| 80    | 50 a 54 | 64    |
| 116   | 45 a 49 | 96    |
| 76    | 40 a 44 | 100   |
| 96    | 35 a 39 | 88    |
| 68    | 30 a 34 | 84    |
| 60    | 25 a 29 | 68    |
| 84    | 20 a 24 | 28    |
| 80    | 15 a 19 | 60    |
| 88    | 10 a 14 | 60    |
| 80    | 5 a 9   | 76    |
| 48    | 0 a 4   | 72    |

## Economia
El 2007 la població en edat de treballar era de 1.621 persones, 1.319 eren actives i 302 eren inactives. De les 1.319 persones actives 1.242 estaven ocupades (671 homes i 571 dones) i 77 estaven aturades (39 homes i 38 dones). De les 302 persones inactives 124 estaven jubilades, 114 estaven estudiant i 64 estaven classificades com a «altres inactius».

### Ingressos
El 2009 a Villaz hi havia 960 unitats fiscals que integraven 2.571 persones, la mediana anual d'ingressos fiscals per persona era de 24.847 €.

### Activitats econòmiques
Dels 189 establiments que hi havia el 2007, 1 era d'una empresa extractiva, 3 d'empreses alimentàries, 4 d'empreses de fabricació de material elèctric, 21 d'empreses de fabricació d'altres productes industrials, 32 d'empreses de construcció, 29 d'empreses de comerç i reparació d'automòbils, 8 d'empreses de transport, 7 d'empreses d'hostatgeria i restauració, 2 d'empreses d'informació i comunicació, 3 d'empreses financeres, 7 d'empreses immobiliàries, 33 d'empreses de serveis, 30 d'entitats de l'administració pública i 9 d'empreses classificades com a «altres activitats de serveis».
Dels 44 establiments de servei als particulars que hi havia el 2009, 1 era una oficina de correu, 1 una oficina bancària, 8 tallers de reparació d'automòbils i de material agrícola, 1 paleta, 6 guixaires pintors, 5 fusteries, 5 lampisteries, 5 electricistes, 1 empresa de construcció, 1 perruqueria, 1 veterinari, 4 restaurants, 4 agències immobiliàries i 1 saló de bellesa.
Dels 6 establiments comercials que hi havia el 2009, 1 era un hipermercat, 2 fleques, 2 carnisseries i 1 una joieria.
L'any 2000 a Villaz hi havia 38 explotacions agrícoles que ocupaven un total de 660 hectàrees.

## Equipaments sanitaris i escolars
El 2009 hi havia 1 hospital de tractaments de mitja durada (seguiment i rehabilitació) i 1 farmàcia.
El 2009 hi havia 1 escola maternal i 1 escola elemental.

## Poblacions més properes
El següent diagrama mostra les poblacions més properes.